# Liste der Bodendenkmäler in Mammendorf
Auf dieser Seite sind die Bodendenkmäler in der oberbayerischen Gemeinde Mammendorf zusammengestellt. Diese Tabelle ist eine Teilliste der Liste der Bodendenkmäler in Bayern. Grundlage ist die Bayerische Denkmalliste, die auf Basis des Bayerischen Denkmalschutzgesetzes vom 1. Oktober 1973 erstmals erstellt wurde und seither durch das Bayerische Landesamt für Denkmalpflege geführt wird. Die folgenden Angaben ersetzen nicht die rechtsverbindliche Auskunft der Denkmalschutzbehörde.

## Gemarkung Aufkirchen
| Lage                  | Objekt | Akten-Nr.     | Bild |
| --------------------- | --- | ------------- | ---- |
| Aufkirchen (Standort) | Grabhügel vor- und frühgeschichtlicher Zeitstellung, daraus Funde der Bronzezeit, der Hallstattzeit, der frühen Latènezeit sowie der römischen Kaiserzeit. | D-1-7733-0001 |      |

## Gemarkung Mammendorf
| Lage                                   | Objekt | Akten-Nr.     | Bild                                              |
| -------------------------------------- | --- | ------------- | ------------------------------------------------- |
| Mammendorf (Standort)                  | Körpergräber des frühen Mittelalters. | D-1-7732-0019 |                                                   |
| Mammendorf (Standort)                  | Siedlung der späten Bronzezeit oder der frühen Urnenfelderzeit. | D-1-7732-0023 |                                                   |
| Mammendorf (Standort)                  | Körpergräber des frühen Mittelalters. | D-1-7732-0024 |                                                   |
| Mammendorf (Standort)                  | Burgstall des hohen und späten Mittelalters (Haldenberg). Siehe auch: Burgstall Haldenberg (Mammendorf)                                                                                       | D-1-7732-0025 |                                                   |
| Mammendorf (Standort)                  | Siedlung vor- und frühgeschichtlicher Zeitstellung. | D-1-7732-0037 |                                                   |
| Mammendorf (Standort)                  | Siedlung vor- und frühgeschichtlicher Zeitstellung. | D-1-7732-0038 |                                                   |
| Mammendorf (Standort)                  | Körpergräber der Bronzezeit. | D-1-7732-0050 |                                                   |
| Mammendorf (Standort)                  | Siedlung der Hallstattzeit und der Latènezeit. | D-1-7732-0051 |                                                   |
| Mammendorf (Standort)                  | Siedlung vorgeschichtlicher Zeitstellung. | D-1-7732-0107 |                                                   |
| Mammendorf Nikolausstraße 1 (Standort) | Untertägige spätmittelalterliche und frühneuzeitliche Befunde im Bereich der Katholischen Filialkirche St. Nikolaus und Sylvester von Mammendorf und ihres Vorgängerbaus.                     | D-1-7732-0110 | spätmittelalterliche und frühneuzeitliche Befunde |
| Mammendorf (Standort)                  | Siedlung vor- und frühgeschichtlicher Zeitstellung, unter anderem der Bronzezeit. | D-1-7732-0129 |                                                   |
| Mammendorf (Standort)                  | Siedlung der Eisenzeit sowie der römischen Kaiserzeit. | D-1-7732-0130 |                                                   |
| Mammendorf (Standort)                  | Untertägige spätmittelalterliche und frühneuzeitliche Befunde im Bereich der Katholischen Kapelle St. Michael in Peretshofen und ihres Vorgängerbaus.                                         | D-1-7732-0131 |                                                   |
| Mammendorf Kirchenweg 8 (Standort)     | Untertägige mittelalterliche und frühneuzeitliche Befunde im Bereich der Katholischen Pfarrkirche St. Jakobus d. Ä. in Mammendorf und ihres Vorgängerbaus. Siehe auch: St. Jakob (Mammendorf) | D-1-7732-0133 | weitere Bilder                                    |
| Mammendorf (Standort)                  | Siedlung vorgeschichtlicher Zeitstellung. | D-1-7732-0164 |                                                   |
| Mammendorf (Standort)                  | Siedlung vor- und frühgeschichtlicher Zeitstellung. | D-1-7733-0051 |                                                   |
| Mammendorf (Standort)                  | Siedlung und Handwerksareal vor- und frühgeschichtlicher Zeitstellung. | D-1-7733-0289 |                                                   |
| Mammendorf (Standort)                  | Verebnete Grabhügel vorgeschichtlicher Zeitstellung. | D-1-7832-0136 |                                                   |
| Mammendorf (Standort)                  | Siedlung vor- und frühgeschichtlicher Zeitstellung. | D-1-7833-0124 |                                                   |

## Gemarkung Nannhofen
| Lage                                            | Objekt | Akten-Nr.     | Bild           |
| ----------------------------------------------- | --- | ------------- | -------------- |
| Nannhofen (Standort)                            | Grabhügel vorgeschichtlicher Zeitstellung. | D-1-7733-0003 |                |
| Nannhofen (Standort)                            | Erdstall des hohen Mittelalters. | D-1-7733-0004 |                |
| Nannhofen Karl-von-Lotzbeck-Straße 2 (Standort) | Untertägige mittelalterliche und frühneuzeitliche Befunde im Bereich von Schloss Nannhofen und seiner Vorgängerbauten (Veste bzw. ;eue Veste). Siehe auch: Schloss Nannhofen                      | D-1-7733-0005 |                |
| Nannhofen Schlossbergstraße 9 (Standort)        | Untertägige mittelalterliche und frühneuzeitliche Befunde im Bereich der Katholischen Filialkirche St. Peter und Paul in Nannhofen und ihres Vorgängerbaus sowie Erdstall des hohen Mittelalters. | D-1-7733-0260 | weitere Bilder |

## Gemarkung Pfaffenhofen
| Lage                    | Objekt | Akten-Nr.     | Bild |
| ----------------------- | --- | ------------- | ---- |
| Pfaffenhofen (Standort) | Siedlung vorgeschichtlicher Zeitstellung sowie Körpergräber des Endneolithikums (Glockenbecherkultur), der frühen Bronzezeit, der mittleren Latènezeit und Brand- und Körpergräber der mittleren und späten römischen Kaiserzeit. | D-1-7832-0018 |      |